# Marc Titini Curv
Marc Titini Curv (en llatí: Marcus Titinius Curvus) va ser un magistrat romà del segle ii aC. Formava part de la gens Titínia, una antiga gens romana d'origen plebeu.
Va ser pretor urbà l'any 178 aC. Va reclutar tropes a la ciutat de Roma en aquell any. Va donar una audiència al senat a Tiberi Semproni Grac i Luci Postumi Albí quan van retornar d'Hispània.